# Mistrzostwa Ukrainy w piłce nożnej (2009/2010)
Mistrzostwa Ukrainy w piłce nożnej – sezon 2009/2010 – XIX Mistrzostwa Ukrainy, rozgrywane systemem jesień – wiosna, w których 16 zespołów Premier Lihi walczyli o tytuł Mistrza Ukrainy. Drużyny rezerwowe występowali w osobnym turnieju – Młodzieżowych Mistrzostwach Ukrainy. Persza Liha składała się z 18 zespołów. Druha Liha w grupie A liczyła 12 zespołów, i w grupie B – 14 zespołów.
- Mistrz Ukrainy: Szachtar Donieck
- Wicemistrz Ukrainy: Dynamo Kijów
- Zdobywca Pucharu Ukrainy: Tawrija Symferopol
- Zdobywca Superpucharu Ukrainy: Szachtar Donieck
- start w Lidze Mistrzów: Szachtar Donieck
- start w eliminacjach Ligi Mistrzów: Dynamo Kijów
- start w eliminacjach Ligi UEFA: Metalist Charków, Dnipro Dniepropetrowsk, Karpaty Lwów, Tawrija Symferopol
- awans do Premier Ligi: PFK Sewastopol, Wołyń Łuck
- spadek z Premier Ligi: Czornomoreć Odessa, Zakarpattia Użhorod
- awans do Pierwszej Ligi: Bukowyna Czerniowce, Nywa Winnica, Tytan Armiańsk
- spadek z Pierwszej Ligi: FK Charków, Desna Czernihów, Nywa Tarnopol
- awans do Drugiej Ligi: Czornomoreć-2 Odessa, Dnipro-2 Dniepropetrowsk, Enerhija Nowa Kachowka, PFK Sumy
- spadek z Drugiej Ligi: CSKA Kijów, Dnipro-75 Dniepropetrowsk, Karpaty-2 Lwów, FK Lwów-2

## Rozgrywki ligowe
- Premier-liha (2009/2010)
- Persza liha (2009/2010)
- Druha liha (2009/2010)
- Puchar Ukrainy w piłce nożnej (2009/2010)

## Kluby

### Premier Liha
16 zespołów:
| - Arsenał Kijów - Czornomoreć Odessa - Dnipro Dniepropetrowsk - Dynamo Kijów - Illicziwec Mariupol - Karpaty Lwów - Krywbas Krzywy Róg - Metalist Charków | - Metałurh Donieck - Metałurh Zaporoże - Obołoń Kijów - Szachtar Donieck - Tawrija Symferopol - Worskła Połtawa - Zakarpattia Użhorod - Zoria Ługańsk |

### Persza Liha
18 zespołów:
| - Desna Czernihów - Dnister Owidiopol - Dynamo-2 Kijów - Enerhetyk Bursztyn - Feniks-Iliczowiec Kalinine - FK Charków - FK Lwów - Helios Charków | - Krymteplycia Mołodiżne - Naftowyk-Ukrnafta Ochtyrka - Nywa Tarnopol - FK Ołeksandrija - PFK Sewastopol - Prykarpattia Iwano-Frankowsk - Stal Ałczewsk - Wołyń Łuck - Zirka Kirowohrad |

### Druha Liha
26 zespołów podzielone na 2 grupy:
| Grupa А | Grupa B |
| --- | --- |
| - Bastion Iljiczewsk - Bukowyna Czerniowce - CSKA Kijów - Dynamo-Chmielnicki - Jedność Płysky - Karpaty-2 Lwów - FK Lwów-2 - MFK Mikołajów - FK Morszyn - Nywa Winnica - Roś Biała Cerkiew - Weres Równe | - Dnipro-75 Dniepropetrowsk - Hirnyk Krzywy Róg - Hirnyk-Sport Komsomolsk - Illicziweć-2 Mariupol - Kremiń Krzemieńczuk - Metałurh-2 Zaporoże - Olimpik Donieck - Ołkom Melitopol - FK Połtawa - Stal Dnieprodzierżyńsk - FK Sumy - Szachtar Swerdłowśk - Szachtar-3 Donieck - Tytan Armiańsk |